# Сосновка (Бабушкінський район)
Сосно́вка (рос. Сосновка) — присілок у складі Бабушкінського району Вологодської області, Росія. Входить до складу Підболотного сільського поселення.

## Населення
Населення — 109 осіб (2010; 159 у 2002).
Національний склад (станом на 2002 рік):
- росіяни — 100 %